# La Capelle-Farcel
La Capelle-Farcel est une ancienne commune de l'Aveyron. En 1829, elle est rattachée, avec La Besse et Arnac, à la commune de Peyrebrune pour former la nouvelle commune de Villefranche-de-Panat.
En 1842, lorsque la commune d'Alrance est créée par démembrement du territoire de Villefranche-de-Panat, le territoire de La Capelle-Farcel est rattaché à cette dernière.

## Population et société

### Démographie
| 1793 | 1800 | 1806 | 1821 |
| ---- | ---- | ---- | ---- |
| 402  | 269  | adm. | adm. |